# Ivan Niclass
 (février 2017).
Ivan Niclass est un chef décorateur de cinéma franco-suisse, né à Genève le 23 février 1962.

## Parcours
Il étudie à l'École des Arts Décoratifs de Genève en Architecture d'intérieur puis débute comme décorateur de plateau en 1984 sur des courts-métrages. Quelques années plus tard il travaille comme chef décorateur avec de nombreux réalisateurs francophones renommés.
En 2009, il est nommé aux Césars du Cinéma Français, Meilleurs décors pour Home de Ursula Meier.

## Filmographie

### Cinéma
- 1990 : Venins (In the Eye of the Snake), de Max Reid
- 1991 : Jacques et Françoise, de Francis Reusser
- 1992 : Mon cher sujet, de Anne-Marie Miéville
- 1994 : Lou n'a pas dit non, de Anne-Marie Miéville
- 1994 : Le film Rouge, de Krzysztof Kieślowski (assistant décorateur)
- 1995 : Noir comme le souvenir, de Jean-Pierre Mocky
- 1995 : La Cérémonie, de Claude Chabrol (assistant décorateur)
- 1996 : For Ever Mozart, de Jean-Luc Godard[2]
- 1996 : Fourbi, de Alain Tanner
- 1997 : Nous sommes tous encore ici, de Anne-Marie Miéville
- 1997 : Clandestins, de Nicolas Wadimoff et Denis Chouinard
- 1997 : Rien ne va plus, de Claude Chabrol (partie suisse)
- 2000 : Les Destinées sentimentales, de Olivier Assayas (partie suisse)
- 2000 : Merci pour le chocolat, de Claude Chabrol
- 2000 : Mondialito, de Nicolas Wadimoff
- 2002 : Aime ton père, de Jacob Berger
- 2005 : Aux frontières de la nuit, de Nasser Bakhti
- 2007 : L'Écart, de Franz Josef Holzer
- 2007 : Home, de Ursula Meier
- 2008 : Bazar, de Patricia Plattner
- 2009 : L'Impasse du désir, de Michel Rodde
- 2012 : L'Enfant d'en haut, d'Ursula Meier
- 2012 : Left Foot Right Foot, de Germinal Roaux
- 2012 : Sunstroke, de Nikita Mikhalkov (parties suisse et française)
- 2016 : Moka, de Frédéric Mermoud
- 2018 : Fortuna, de Germinal Roaux
- 2018 : My Little One, de Julie Gilbert
- 2019 : Le Milieu de l'Horizon, de Delphine Lehericey
- 2020 : Foudre, de Carmen Jaquier
- 2021 : La Ligne, de Ursula Meier
- 2021 : Last Dance, de Delphine Lehericey
- 2024 : Laissez-moi de Maxime Rappaz

### Télévision
- 1994 : L'Évanouie, de Jacqueline Veuve
- 1998 : L'Enfant et les Loups, de Pierre-Antoine Hiroz
- 2004 : L'Été de Chloé, de Heikki Arekallio
- 2003 : Agathe, de Anne Deluz
- 2005 : Parlez-moi d'amour, de Lorenzo Gabriele
- 2006 : La Grande Peur dans la montagne, de Claudio Tonetti
- 2007 : Petites Vacances à Knokke-le-Zoute, de Yves Matthey
- 2009 : DIX, de Jean-Laurent Chautems
- 2010 : CROM, de Bruno Deville
- 2016 : Anomalia, de Pierre Monnard
- 2018 : Le journal de ma tête, de Ursula Meier

### Court-métrage
- 1992 : Paroles passagères, de Denis Jutzeler
- 1995 : Tous les jeudis, ma mère, de Michel Dufourt
- 1995 : En apparence, de Olivier Zimmerman
- 2000 : Deux, de Franz Josef Holzer
- 2002 : Strip Dog, de Delphine Vaucher
- 2003 : Viandes, de Bruno Deville
- 2009 : Les yeux de Simone, de Jean-Louis Porchet
- 2010 : Zulietta, de Jacob Berger
- 2014 : Le Dernier Cigare, de Kevin Haefelin
- 2018 : Panda, de Antonin Niclass